# Рояте
Рояте (итал. Roiate) — коммуна в Италии, располагается в регионе Лацио, в провинции Рим.
Население составляет 775 человек (2008 г.), плотность населения составляет 75 чел./км². Занимает площадь 10 км². Почтовый индекс — 30. Телефонный код — 06.
Покровителем коммуны почитается Христос-Спаситель, празднование 9 ноября.

## Демография
Динамика населения:

## Администрация коммуны
- Официальный сайт: https://web.archive.org/web/20060111154927/http://www.comuneroiate.it/